# Timbal bahiano

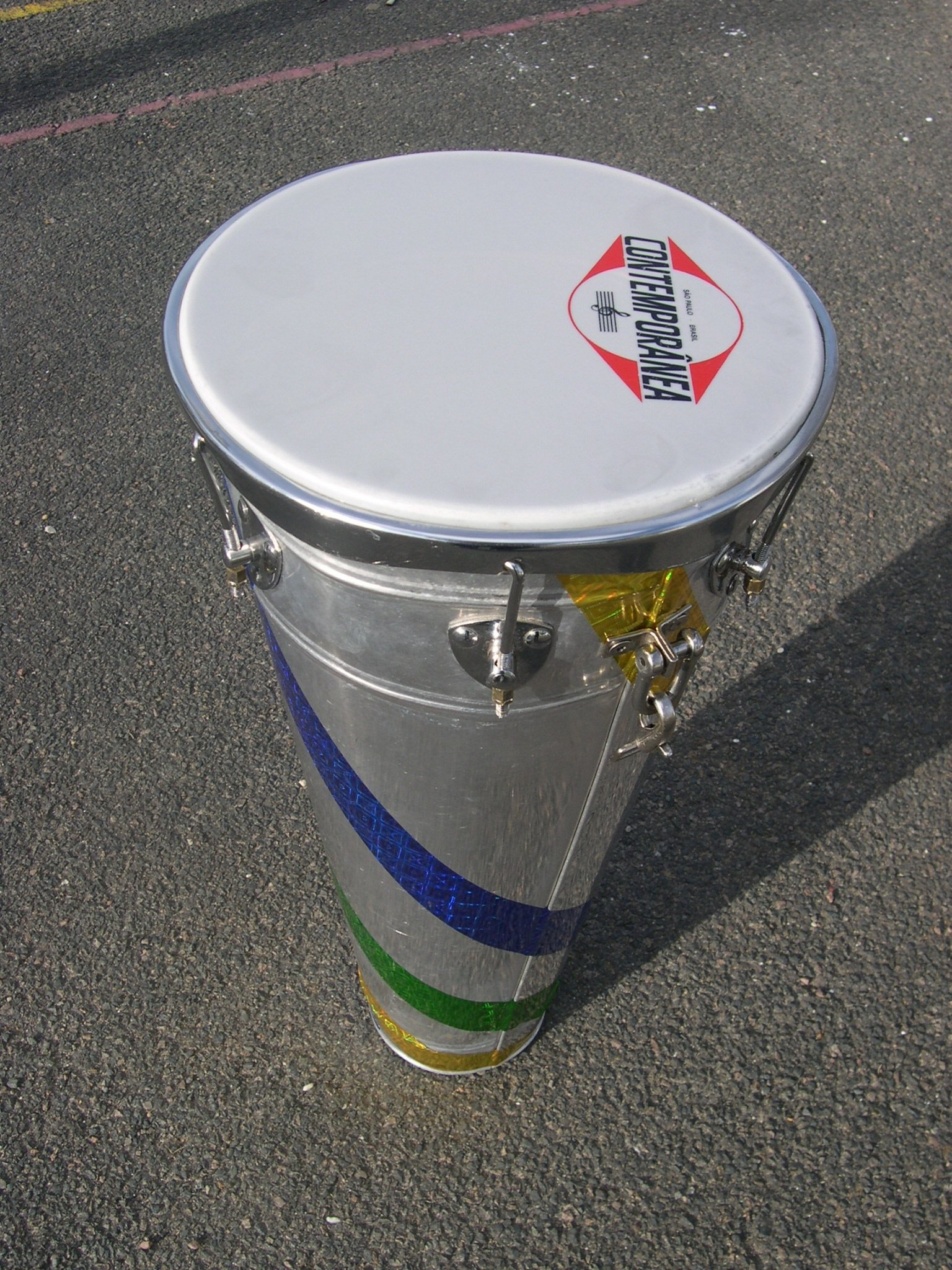
Timbal bahiano de aluminio.

El timbal bahiano, timbal brasileño o timbau es un membranófono original de Brasil, consistente en un tambor ligeramente cónico, de madera ligera (madera contrachapada) o de metal. La membrana sintética que da un sonido claro y agudo, se tensa con tirantes similares a los de la conga. El timbal se toca verticalmente de pie sujetado por lo general con un cinturón, pero en los conciertos, se puede situar sobre una base. La técnica de golpear con las dos manos es similar a la del yembé y la conga.
Es originario de Bahía, y se utiliza para proporcionar acompañamiento y secuencias rítmicas solistas en conjuntos brasileños de percusión, sobre todo de samba y axé.
Se deriva del caxambu, tambor ceremonial afrobrasileño. En 1960, el músico José Lisboa Marinho, de la ciudad de Coração de Maria, en Bahía, ya tocaba este instrumento en su banda. Fue popularizado por Carmen Miranda, Jorge Benjor y Carlinhos Brown. Olvidado durante un tiempo, fue puesto en escena nuevamente por el grupo Timbalada en los años 90.
Los timbau se suelen fabricar en 3 rangos de altura diferente: 90 cm, 80 cm y 70 cm. También varían en función a su número de tensores de afinación del parche.